# Кроссандра
Кроссандра (лат. Crossandra) — род тропических растений семейства Акантовые (Acanthaceae).
Название рода составлено из двух греческих слов: др.-греч. κροσσοί — «бахрома» и др.-греч. ἀνήρ — «мужчина», и говорит о бахромчатости тычинок этих растений.

## Ботаническое описание
Травянистые растения и кустарники высотой до 50 см.
Цветки крупные, оранжево-красные, жёлтые и белые. Цветение продолжается почти круглый год.

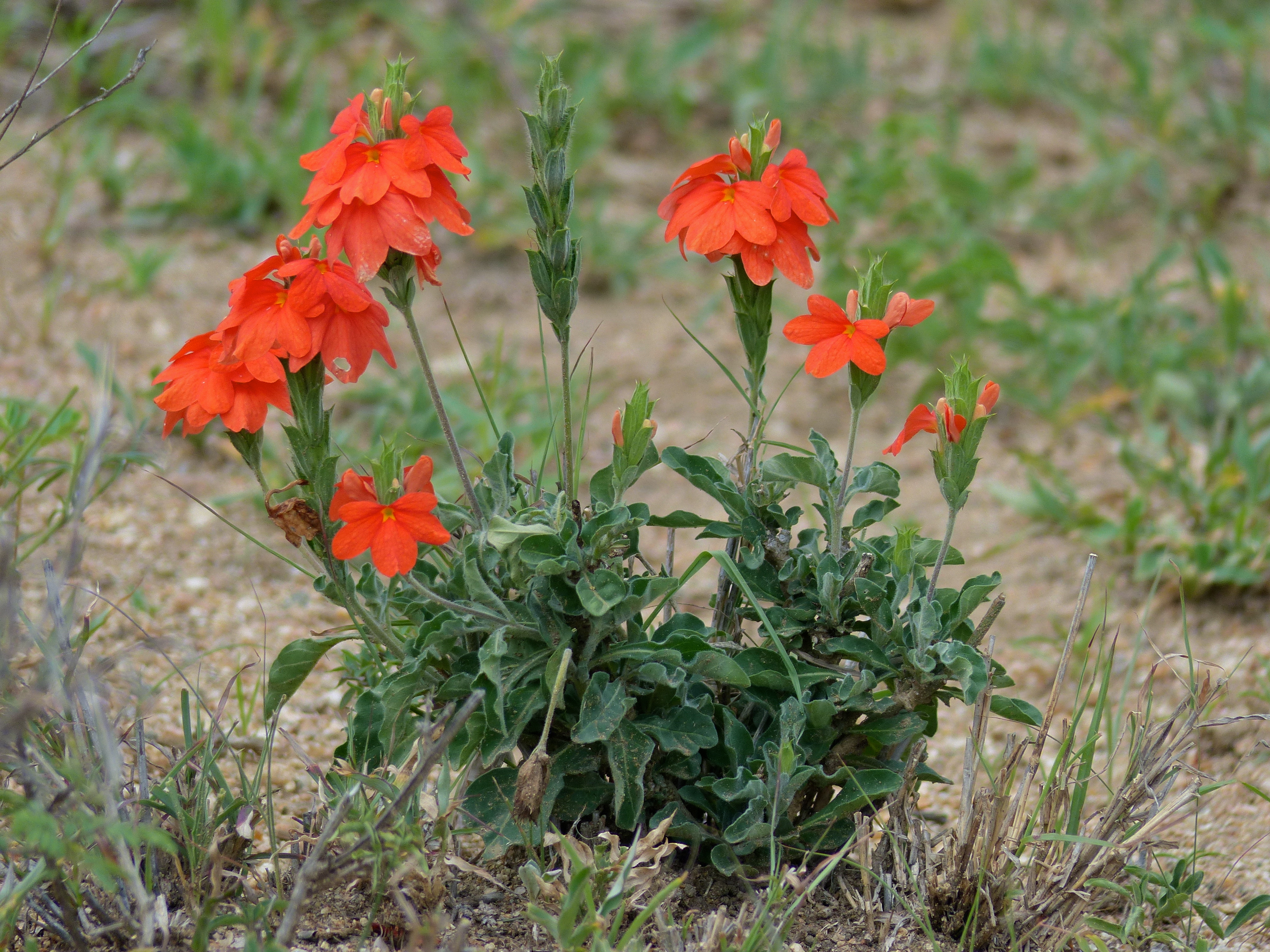
Crossandra mucronata, Национальный парк Крюгера в ЮАР

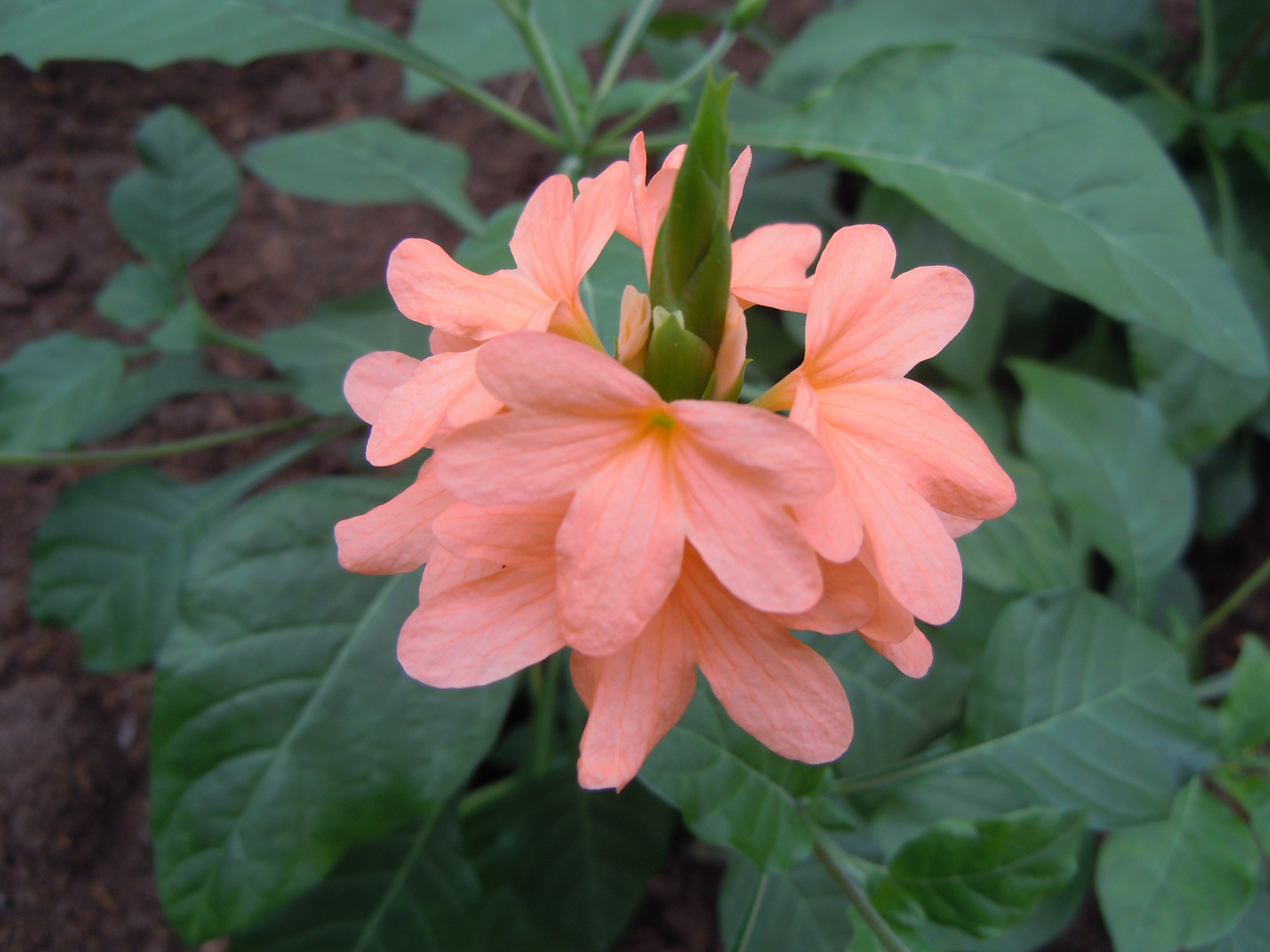
Crossandra puberula, Оранжерейный сад Отёй

## Распространение
Кроссандры растут во влажных тропических лесах Африки, Индии и Шри-Ланки.

## Практическое использование
Ещё в XIX веке была окультурена кроссандра воронковидная (Crossandra infundibuliformis) или кроссандра волнистолистая (Crossandra undulifolia). Шведскими цветоводами был выведен ныне популярный сорт  'Mona Wallhed'. Вырастает до 35-70 см высотой, имеет трубчатый цветок до 4 см диаметром, блестящие листья до 8 см длиной, цветёт с весны до осени, зацветает в возрасте нескольких месяцев. Требует влажного воздуха и окружения другими растениями.

## Классификация

### Виды
По информации базы данных The Plant List (2013), род включает 54 видов
. Некоторые из них:
- Crossandra infundibuliformis (L.) Nees — Кроссандра воронковидная, или Кроссандра волнистолистная
- Crossandra nilotica Oliv.
- Crossandra puberula Klotzsch
- Crossandra spinescens Dunkley